# Лопатино (присілок, Лямбірський район)
Лопа́тино (рос. Лопатино, ерз. Лопатино) — присілок у складі Лямбірського району Мордовії, Росія. Входить до складу Саловського сільського поселення.

## Населення
Населення — 1 особа (2010; 2 у 2002).
Національний склад (станом на 2002 рік):
- мордва — 50 %
- росіяни — 50 %